# Бејвуд-Лос Осос (Калифорнија)
Бејвуд-Лос Осос (енгл. Baywood-Los Osos) насељено је место без административног статуса у америчкој савезној држави Калифорнија.

## Демографија
По попису из 2010. године број становника је 14.276, што је 75 (-0,5%) становника мање него 2000. године.
| Група             | 2000.          | 2010.          |
| Белци             | 11.871 (82,7%) | 11.092 (77,7%) |
| Афроамериканци    | 92 (0,6%)      | 79 (0,6%)      |
| Азијати           | 655 (4,6%)     | 748 (5,2%)     |
| Хиспаноамериканци | 1.292 (9,0%)   | 1.977 (13,8%)  |
| Укупно            | 14.351         | 14.276         |